# Sante Gaiardoni
 (mars 2016).
Si vous disposez d'ouvrages ou d'articles de référence ou si vous connaissez des sites web de qualité traitant du thème abordé ici, merci de compléter l'article en donnant les références utiles à sa vérifiabilité et en les liant à la section « Notes et références ».
Sante Gaiardoni, né le 29 juin 1939 à Villafranca di Verona et mort le 30 novembre 2023 à Motta Visconti, est un coureur cycliste italien des années 1960 à 1971.

## Biographie
Sante Gaiardoni remporte deux médailles d'or aux Jeux olympiques d'été de 1960, au kilomètre lancé et à la vitesse. Il est petit et très musclé, formé à l'excellente école des sprinters italiens.
Chez les professionnels, il remporte le titre de champion du monde de vitesse individuelle aux championnats du monde à Liège de 1963.
Il se retire de la compétition en 1971, avant d'épouser une chanteuse d'opéra, puis de tenter une carrière politique.

## Hommage
Le 7 mai 2015, en présence du président du Comité national olympique italien (CONI), Giovanni Malagò, a été inauguré  le Walk of Fame du sport italien dans le parc olympique du Foro Italico de Rome, le long de Viale delle Olimpiadi. Cent tuiles rapportent chronologiquement les noms des athlètes les plus représentatifs de l'histoire du sport italien. Sur chaque tuile figure le nom du sportif, le sport dans lequel il s'est distingué et le symbole du CONI. L'une de ces tuiles lui est dédiée .

## Palmarès

### Jeux olympiques
- Rome 1960
  -  Champion olympique de vitesse
  -  Champion olympique du kilomètre

### Championnats du monde
- Paris 1958
  -  Médaillé d'argent de la vitesse amateurs
- Amsterdam 1959
  -  Médaillé d'argent de la vitesse amateurs
- Leipzig 1960
  -  Champion du monde de vitesse amateurs
- Milan 1962
  -  Médaillé d'argent de la vitesse
- Rocourt 1963
  -  Champion du monde de vitesse
- Freancfort 1966
  -  Médaillé de bronze de la vitesse
- Anvers et Brno 1969
  -  Médaillé de bronze de la vitesse
- Leicester 1970
  -  Médaillé d'argent de la vitesse

### Championnats d'Europe
- 1962
  -  Champion d'Europe de vitesse

### Jeux méditerranéens
- Beyrouth 1959
  -  Médaillé d'or de la vitesse
  -  Médaillé d'or du kilomètre

### Championnats nationaux
- Champion d'Italie du tandem amateurs : 1958 (avec Sergio Bianchetto), 1959 et 1960 (avec Turchemeis Zanetti)
- Champion d'Italie de vitesse : 1964 (2e : 1961 et 1970)

### Grands Prix
- Grand Prix de Copenhague amateurs : 1960 (2e : 1959 et 3e : 1958)
- Grand Prix de Paris amateurs : 1960
- Grand Prix de Copenhague : 1970

## Palmarès sur route
- 1959
  - Milan-Busseto